# Monte Mare
Il Monte Mare è una vetta di 2020 m che fa parte della catena delle Mainarde, lungo l'Appennino laziale. 

## Descrizione
La montagna è situata al confine tra i comuni di San Biagio Saracinisco (FR) e Castel San Vincenzo (IS), a pochi metri dal Monte Marrone. È nota per una battaglia importante durante la seconda guerra mondiale e prende il nome dalla possibilità che reca ai visitatori, in condizioni meteorologiche ideali, di avvistare in contemporanea sia il Mar Tirreno sia il Mar Adriatico, oltre che altre vette importanti come il Gran Sasso.